# NGC 1360
NGC 1360 (другие обозначения — PK 220-53.1, ESO 482-PN7, AM 0331-260) — планетарная туманность в созвездии Печь.
Этот объект входит в число перечисленных в оригинальной редакции «Нового общего каталога».
NGC 1360 является продуктом типичного сброса оболочки звездой, но её орбитальный период значительно более длинный, чем у обычных планетарных туманностей, образовавшихся из-за сброса звёздных оболочек.